# Gonda István (kertészmérnök)
Gonda István (Kisvárda, 1947. március 19. – 2022. szeptember 2.) magyar kertészmérnök, egyetemi tanár, a magyarországi gyümölcstermesztés egyik legjelesebb alakja. Több évtizedes szakmai tevékenysége a gyümölcstermesztés megújítására, új alapokra helyezésére, az intenzív termesztés hazai elterjesztésére irányult.
Kutatási területe a gyümölcstermő növények intenzitását növelő termesztéstechnológiai elemek fejlesztése, illetve a gyümölcsfajták és termesztéstechnológiák összefüggéseinek vizsgálata. Több évtizedes oktatói munkássága során kertészek, gyümölcstermesztő szakemberek generációit nevelte ki.

## Élete, szakmai pályafutása
1947. március 19-én született Kisvárdán, Gonda Zoltán postatisztviselő és Háda Julianna harmadik fiaként. 1968-ban végzett a Nyíregyházi Felsőfokú Mezőgazdasági Technikum szőlő-gyümölcs tagozatán. Sorkatonai kötelezettségének teljesítése után az Újfehértói Gyümölcskutató Intézetben helyezkedett el tudományos munkatársként.
Feleségétől 2 lánya született, Andrea és Ágnes. 5 unokája van.
Az Újfehértói Kutató Állomás fogalom volt szakmai körökben az 1970-es, 1980-as években. A Pethő Ferenc, majd Harmat László vezette Zatykó Imre, Bubán Tamás, Bartha József, Szabó Tibor és Gonda István nevei által fémjelzett csapat e térség és az egész ország gyümölcstermesztésének felemelésében elévülhetetlen érdemeket szerzett.
Újfehértón dolgozva szerzett diplomát a Budapesti Kertészeti Egyetem Gyümölcstermesztési szakán, dr. Gyúró Ferenc professzor témavezetése mellett 1976-ban. A kutatóintézetben a metszés és a korona alakítás problematikájával foglalkozott. Hazánkban először végzett az almában nyári metszési kísérleteket.
Ebből doktorált 1982-ben, később szintén ez a téma képezte kandidátusi értekezésének tárgyát 1992-ben.
Kutatóként számos előadást, bemutatót tartott a szakma részére.
A kutatóintézetben Zatykó Imre mellett eltöltött 25 év megalapozta tudomány-, kutatás- és gyakorlat közeliségét egyaránt.
Szakmai pályafutásának jelentős eredményei:
- Elsőként létesített hazánkban cseresznye- és szilva művelési rendszer összehasonlító kísérletekre alkalmas ültetvényt Pallagon.
- Meghatározta az ökológiai és ökonómiai szempontból egyaránt legkedvezőbb állománysűrűséget, és az azokhoz tartozó koronaformákat, valamint azok kialakítását és fenntartását egyaránt.
- Oktatási és kutatási célokból különböző kajszi- és őszibarack koronaformákat alakított ki, illetve vizsgált sok éven keresztül.
- Magyarországon először létesített olyan almafajta gyűjteményt, amelyben az ökológiai és az integrált termesztési technológiák eredményeit hasonlította össze munkatársaival.
- A fólia alatti gyümölcstermesztés vizsgálata.

Tudományos munkássága során 10 könyve szerzője vagy szerkesztője volt, 70 könyvfejezetet írt és 260 hazai és idegen nyelvű szakmai publikáció szerzője, társszerzője.

### Az egyetemi időszak
Elődje Pethő Ferenc professzor nyugdíjba vonulását követően nyerte el a Debreceni Egyetem Kertészeti Tanszékének vezetői posztját 1993-ban.
Ezen időszakban indult meg a Pallagi Kísérleti Telep felfejlesztése, amely így a jövő gyümölcstermesztési generációjának nevelését segítve tág teret adott a kísérletezésre, és az új nemzedék tudásának gyakorlatias szemléletű kialakítására.
Kiváló tudományos műhely jött így létre, a kutatási-, az oktatási és a gyakorlati élet tájékoztatására.
Egyéb tevékenységei mellett, legjelentősebb oktatáshoz fűződő eredményei:
- Jelentős szerepet vállalt a Debreceni Egyetem kertészmérnök képzésének kialakításában.
- Elindítója volt 2002-ben a kertészmérnök főiskolai képzésnek, majd 2005-ben a BSc, 2008-ban pedig az mesterképzés beindítása következett.
- Fontos mozzanat volt oktatói pályája során az 1994-ben megvalósult az általa konzultált doktori képzés, melynek keretein belül témavezetésével 6 PhD hallgató szerzett doktori fokozatot.

Ő töltötte be az egyetemen a Kertészeti Tanszék Kertészettudományi Intézetté válása után annak igazgatói tisztét, egyúttal ellátva a Tangazdaság és Tájkutató Intézet igazgatását is.
Professzor emeritusként jelenleg is aktívan vesz részt a Kertészettudományi Intézet munkájában és ma is részt vállal a Pallagi Tangazdaság szakmai irányításában.
A mai napig számos előadásra és bemutatóra kérik fel az ország különböző részein, de külföldön is gyakori a megjelenése.

## Díjai, kitüntetései
Számos elismerés, kitüntetés tulajdonosa, amelyekből legnagyobb örömmel, a három alkalommal is elnyert „Az év oktatója” címre gondol legszívesebben.
- Debreceni Agrár Felsőoktatás Kitüntető Oklevele (2003)
- Az év oktatója (Debreceni Egyetem, 2004, 2005, 2007 – a hallgatók titkos választása alapján)
- A Kecskeméti Főiskola Kertészeti Kar Díszpolgára (2008)
- Agrár Kutatásért Emlékérem (2010)
- Magyar Felsőoktatásért Emlékérem (2012)
- Életfa Emlékérem bronz fokozat (2017)
- Szatmár-Beregi Pálinkalovagrend Életműdíj (2017)

## Főbb művei
- Gonda I. (szerk.). Intenzív almatermesztés: Kiút a válságból. Nyíregyháza: PRIMOM Kiadó, 163. o. (1995). ISBN 9630456605
- Gonda I. (szerk.). Minőségi almatermesztés. Nyíregyháza: PRIMOM Kiadó, 256. o. (2000). ISBN 9630033429
- Gonda I. (szerk.). Cultura eficientă a mărului de calitate superioară (román nyelven). Brassó: Gryphon Kiadó, 436. o. (2003). ISBN 9736040151
- Gonda I. (szerk.). Mi lesz veled magyar alma?! – Interaktív Szaktanácsadási Nap kiadványa. Debrecen: Debreceni Egyetem, 114. o.. ISSN 1588-8665 (2006)
- Gonda I. (szerk.). Magyar szilvatermesztés - stagnálás vagy előrelépés!? – Szilvatermesztési Tanácskozás. Debrecen: Debreceni Egyetem Agrártudományi Centrum, 89. o. (2008)
- Gonda I. (szerk.). Intenzív gyümölcsösök környezetkímélő tápanyag-gazdálkodása. Debrecen: Debreceni Egyetem Agrár- és Műszaki Tudományok Centruma, 117. o. (2008). ISBN 978-963-9732-39-1
- Gonda I.. Csonthéjas gyümölcsfák metszése. Debrecen: Debreceni Egyetem Agrár- és Műszaki Tudományok Centruma, 242. o. (2010). ISBN 978-963-473-356-0
- Gonda I., Fülep I.. Az almatermesztés technológiája. Debrecen: Debreceni Egyetem Agrár- és Gazdálkodástudományok Centruma (2011). ISBN 978-615-5183-00-3
- Gonda I. (szerk.). Precíziós almatermesztési technológia. Debrecen: Debreceni Egyetem Agrár- és Gazdálkodástudományok Centruma, 232. o. (2012). ISBN 978 615 5183 21 8
- Gonda I. (szerk.). Intenzív cseresznye művelési rendszerek itthon és a nagyvilágban. Debrecen: Debreceni Egyetem Agrár- és Gazdálkodástudományok Centruma, 117. o. (2012). ISBN 9786155183270
- Gonda I., Apáti F.. Versenyképes almatermesztés. Budapest: Szaktudás Kiadó Ház Zrt., 317. o. (2013). ISBN 978-615-5224-40-9
- Gonda István–Vaszily Barbara: Gyümölcstermesztés; Debreceni Egyetemi, Debrecen, 2013
- Gonda I., Vaszily B.. A gyümölcstermesztés fitotechnikai műveletei. Debrecen: Debreceni Egyetem, 82. o. (2014)